# Château des seigneurs de Pagny
Le château des seigneurs de Pagny  située à Pagny-le-Château en Bourgogne-Franche-Comté ne subsiste que par une chapelle castrale.

## Localisation
La chapelle est située à la sortie nord-ouest du village, en rive est de la RD 34a.

## Historique
En 1203 Eudes III remet à Guillaume de Vienne ce qu’il a confisqué au-delà de la Saône au seigneur de Vergy. En 1295, Philippe de Vienne tient en fief lige du duc Robert Pagny-la-Ville et l'île de Pagny. En 1530, Philippe Chabot amiral de France fait reconstruire le corps principal du logis. Les guerres de religion n’épargnent pas le château. En 1551 Gaspard de Tavanne  est emprisonné à Pagny pour avoir « esté de la Ligue ». Le 28 mars 1595 le bruit court que l'armée du maréchal de Biron avait pillé la basse-cour de Pagny[réf. souhaitée]. 
En 1636, le cardinal de Givry fait bâtir une chapelle et en 1670 Marie de Lorraine fait quelques réparations au château. Cinq ans plus tard Louis XIV l'achète pour son fils le duc de Vermandois. Le château est détruit en 1774 et deux ans plus tard l'abbé Courtépée écrit :"... à Pagny. J'y vis les restes d'un fort château qu'on vint de démolir ... Il n'en reste que la tour de Vienne, mais on a conservé la magnifique chapelle". En 1841 il subsistait encore à l'extrémité est du mur d'enceinte une tourelle de forme ronde connue alors comme tour du Tribolet[réf. souhaitée].

## Architecture
Du château ne subsiste qu'une partie des dépendances remaniées au XIXe siècle et de très importants fossés sous la végétation. La chapelle a perdu une grande partie de son décor sculpté et de son mobilier, dont les pièces les plus importantes se trouvent au musée de Philadelphie et au musée du Louvre.[réf. souhaitée]
La chapelle est classée aux monuments historiques par décret du 7 mars 1919.